# Piccole labbra

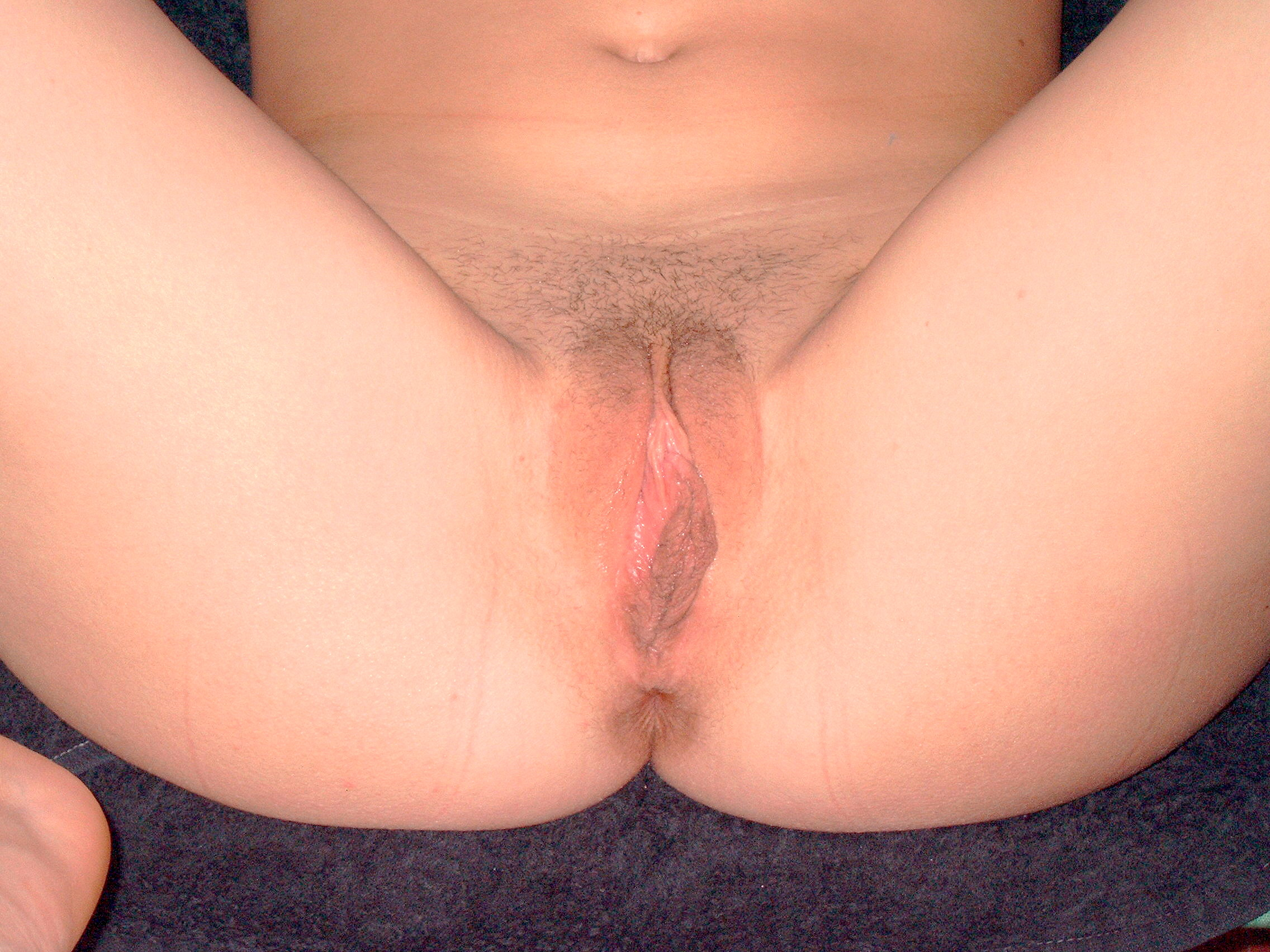
Piccole labbra interne

Le piccole labbra (chiamate anche labbra minori del pube dal latino labium minus pudendi, oppure labbra vaginali), in anatomia umana sono sottili pliche cutanee rilevabili su entrambi i lati dell'apertura della vulva, nello spazio circoscritto dalle grandi labbra. Anticamente venivano anche chiamate ninfe. Le piccole labbra variano ampiamente in termini di dimensioni, pigmentazione e forma da individuo a individuo.

## Struttura e funzione

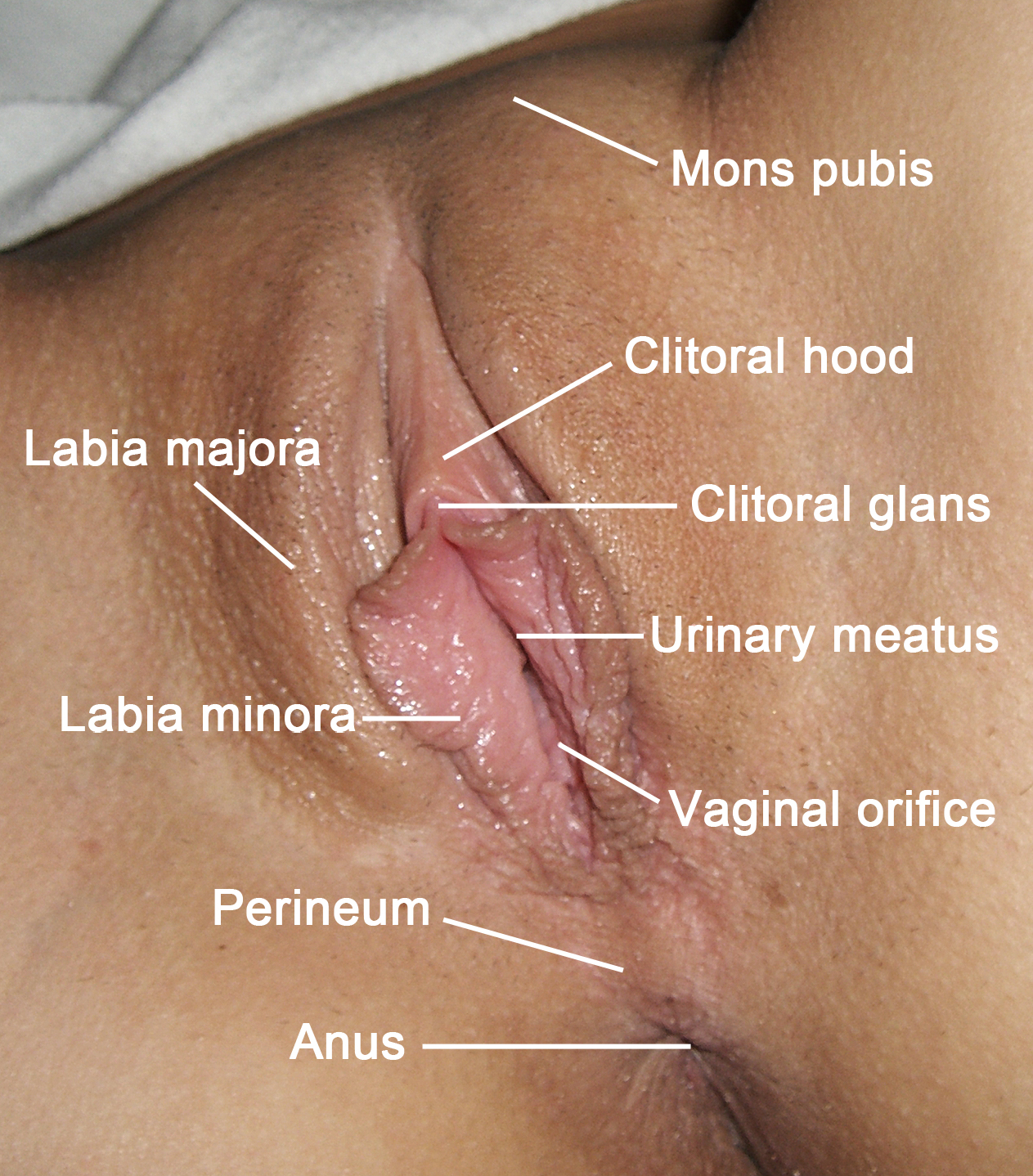
Vulva umana depilata con diciture delle caratteristiche anatomiche

Le piccole labbra si estendono dalla clitoride obliquamente e verso il basso, lateralmente e all'indietro su entrambi i lati del vestibolo, terminando tra il fondo del vestibolo vulvare e le grandi labbra. Le piccole labbra delineano quindi un'area triangolare (appunto il vestibolo vulvare), ovvero l'area ove sboccano sia l'uretra sia la vagina. Le estremità posteriori delle piccole labbra sono di solito unite attraverso la linea mediana da una piega di cute, chiamata frenulo delle piccole labbra o forchetta. Sulla parte anteriore, ogni biforcazione si divide in due parti che circondano la clitoride. La parte superiore di ogni labbro passa sopra la clitoride per incontrare la parte superiore dell'altro labbro, che può essere spesso un po' più grande o più piccola, formando una piega che sovrasta il glande clitorideo (punta o testa della clitoride); questa piega è chiamata anche cappuccio clitorideo. La parte inferiore passa sotto il glande clitorideo e si unisce alla superficie sottostante formando, con il labbro interno del lato opposto, il frenulo clitorideo. Il cappuccio clitorideo, analogamente al prepuzio del pene negli uomini viene anche definito, come quest'ultimo, con il termine (derivato dal latino) prepuzio; esso serve a coprire per la maggior parte del tempo l'asta e talvolta il glande (che è molto sensibile al tatto) a proteggere la clitoride dall'irritazione meccanica e dalla secchezza. Si deve comunque tenere presente che il cappuccio clitorideo è mobile e può scorrere durante la fase di erezione della clitoride o essere tirato un poco verso l'alto per consentire una maggiore esposizione della clitoride alla stimolazione sessuale. Il frenulo è una fascia elastica di tessuto (una vera e propria piccola briglia) attaccata da una sua estremità all'albero clitorideo e al glande e dall'altra estremità al prepuzio. Questa struttura permette lo spostamento bidirezionale del cappuccio della clitoride: in primo luogo, può estendersi per far muovere il cappuccio verso l'alto per esporre il glande alla stimolazione sessuale (ma anche alla pulizia igienica intima) e, in secondo luogo, si contrae trascinando all'indietro il cappuccio clitorideo, fornendogli protezione.

## Istologia
Sulle superfici opposte delle piccole labbra sono presenti numerose le ghiandole sebacee non associate a follicoli piliferi. Queste ghiandole sono rivestite da epitelio squamoso stratificato. Come l'intera area del vestibolo vulvare, il muco secreto da queste ghiandole ha la funzione di proteggere le labbra dalla secchezza e dall'irritazione meccanica.

## Varianti anatomiche
Essendo più sottili delle labbra esterne, le labbra interne possono essere anche più strette delle prime, o più larghe delle grandi labbra, sporgendo così nella fessura pudenda e rendendo il termine minora (più piccole) essenzialmente errato in questi casi. Talvolta le piccole labbra, specialmente in caso di dimensioni cospicue, possono presentarsi parzialmente arricciate. L'accettazione e l'accoglimento psicologico di labbra larghe e/o più lunghe della norma varia considerevolmente tra persona e persona e tra partner e partner: alcune donne lamentano infatti un certo disagio o riferiscono un atteggiamento negativo del partner per la non corrispondenza dei loro genitali femminili esterni a quelli stereotipati. Da questa percezione deriva un numero crescente di interventi di chirurgia plastica. D'altro canto, anche in medicina l'aspetto "normale" della vulva è un concetto decisamente sfuggente, scarsamente descritto nei libri di testo e reso ulteriormente confuso dal crescente numero di interventi di chirurgia estetica vulvare.
Dal 2003 al 2004, i ricercatori del Dipartimento di Ginecologia, Elizabeth Garret Anderson Hospital di Londra, hanno misurato le labbra vulvari e le altre strutture genitali di 50 donne dai 18 ai 50 anni, con un'età media di 35,6 anni. I risultati sono stati i seguenti:
| Misurazione                                                   | Intervallo | Media [deviazione standard] |
| ------------------------------------------------------------- | ---------- | --------------------------- |
| Lunghezza della clitoride (mm)                                | 5–35       | 19,1 [8,7]                  |
| Glande clitorideo, larghezza (mm)                             | 3–10       | 5,5 [1,7]                   |
| Dalla clitoride all'uretra (mm)                               | 16–45      | 28,5 [7,1]                  |
| Grandi labbra, lunghezza (cm)                                 | 7,0–12,0   | 9,3 [1,3]                   |
| Piccole labbra, lunghezza (mm)                                | 20–100     | 60,6 [17,2]                 |
| Piccole labbra, larghezza (mm)                                | 5–60       | 21,8 [9,4]                  |
| Perineo lunghezza (mm)                                        | 15–55      | 31,3 [8,5]                  |
| Vagina lunghezza (cm)                                         | 6,5–12,5   | 9,6 [1,5]                   |
| Scala di Tanner (n)                                           | IV         | 4                           |
| Scala di Tanner (n)                                           | V          | 46                          |
| Colore dell'area genitale comparata alla cute circostante (n) | Identica   | 9                           |
| Colore dell'area genitale comparata alla cute circostante (n) | Più scura  | 41                          |
| Rugosità delle labbra (n)                                     | Lisce      | 14                          |
| Rugosità delle labbra (n)                                     | Moderata   | 34                          |
| Rugosità delle labbra (n)                                     | Marcata    | 2                           |

A causa della frequente raffigurazione di un'anatomia ideale, nell'arte e nella pornografia, caratterizzata dalla mancata protrusione delle piccole labbra, c'è stato un aumento della popolarità dell'intervento di labioplastica vulvare, un intervento chirurgico per alterare le labbra minor, di solito, per renderle più piccole. D'altra parte, c'è un movimento di pensiero opposto favorevole all'allungamento delle piccole labbra. I suoi sostenitori sottolineano la bellezza di labbra vaginali lunghe e il loro ruolo positivo nella stimolazione sessuale di entrambi i partner.
In alcune nazioni africane (Ruanda, Uganda e altre), l'allungamento delle piccole labbra  è una pratica a cui fanno ricorso molte donne.

## Funzione
Le piccole labbra interne servono a proteggere da irritazione meccanica, secchezza e infezioni l'area altamente sensibile del vestibolo vaginale con l'apertura della vagina e il meato uretrale esterno che sono racchiuse in esso e fra le labbra. Durante il rapporto sessuale per via vaginale, le piccole labbra possono contribuire alla stimolazione dell'intera area del vestibolo, della clitoride e della vagina della donna e, sembra anche del pene del suo partner. La stimolazione della clitoride può manifestarsi attraverso la tensione del cappuccio clitorideo e del suo frenulo da parte delle labbra interne che li tirano. Durante l'eccitazione sessuale le labbra vaginali interne sono lubrificate dal muco secreto nella vagina e intorno a esse per rendere la penetrazione indolore e proteggerle da una possibile irritazione meccanica. Poiché l'apertura del meato uretrale esterno nelle femmine si trova localizzata tra le piccole labbra, quest'ultime possono svolgere un ruolo nel guidare il flusso delle urine durante la minzione.

## Condizioni mediche
Essendo molto sensibili per la loro struttura a qualsiasi irritazione e situate nell'area di escrezione dove possono essere presenti tracce di urina, perdite vaginali, smegma e persino feci, le labbra interne possono soffrire di infezioni infiammatorie tipiche della vulva (ad esempio la vulvite). La probabilità di infiammazione può essere ridotta attraverso un'appropriata e regolare pulizia e igiene di tutto il vestibolo vulvare, utilizzando acqua e agenti detergenti, meglio se testati clinicamente per le aree intime femminili, ovvero con un pH che si avvicina a quello fisiologico della zona.
Per evitare un'accidentale contaminazione della vulva con batteri fecali, i ginecologi raccomandano di lavare la vulva solo dalla parte anteriore a quella posteriore, ovvero dal monte di Venere al perineo e all'ano.
In età pediatrica lo sfregamento eccessivo delle piccole labbra delle bambine durante il lavaggio, associato ad alcuni fattori favorenti come la mancanza di adeguati livelli di estrogeni nel loro organismo, può portare a una condizione che è prevalentemente pediatrica ed è nota con il nome di fusione labiale. Se la fusione delle piccole labbra impedisce o rende molto difficoltosa la minzione (disuria), l'urina tende ad accumularsi causando un forte dolore e problemi di tipo infiammatorio, in particolare infezione delle vie urinarie. Nelle femmine adulte, l'irritazione e la successiva infiammazione della zona sembra possa essere causata dall'indossare biancheria intima troppo stretta (specialmente quando le piccole labbra tendono a sporgere nella fessura pudenda). Questa evenienza unitamente ad altre cause di vulvovaginite potrebbe spiegare i rari casi di fusione labiale che si registrano nelle donne in età post menopausale.